# Jelenji rog
Jelenji rog (ruj, lat. Coriaria), biljni rod smješten u vlastitu porodicu Coriariaceae, dio reda tikvolike.
Rodu i porodici pripada 15 vrsta grmova i dva hibrida, koji rastu po obje Amerike, sjeverozapadu Afrike i dijelovima Europe (Mediteraan), dijelovima Azije, Novoj Gvineji i Novom Zelandu. Poznatija vrsta je otrovni grm C. myrtifolia u Mediteranu i japanska vrsta Coriaria japonica.
Rod je opisan u Species Plantarum 2: 1037. 1753., a porodica u Prodromus Systematis Naturalis Regni Vegetabilis 1: 739. 1824.,

## Opis
Pripadnici Coriariceae su grmolike biljke. Postoji jedan rod, Coriaria, u pofrodici, s pet vrsta koje rastu oko južnog dijela Tihog oceana do Kine, Himalaje i mediteranske regije; biljke također rastu u Andama od Čilea prema sjeveru, nastavljajući širenje do u planine Meksika. Grane Coriaria često izgledaju poput složenih listova paprati; listovi su im zapravo mali i nasuprotni i drže se u jednoj ravnini. Cvjetovi su skupljeni u grozdove i imaju perijant u dva dosta slična pršljena. Karpele su obično odvojene jedna od druge, s dugim vrhovima koji dolaze blizu njihovih baza. Plodovi su suhi, ali cvjetni dijelovi postaju jako mesnati i u cijelosti ih okružuju. Coriaria je povezana s gljivom aktinomicetom Frankia, koja stvara kvržice na korijenju. Biljka je otrovna i sadrži gorke seskviterpenoidne spojeve.

## Vrste
1. Coriaria angustissima Hook.f.
2. Coriaria arborea Linds.
3. Coriaria duthiei D.K.Singh & Pusalkar
4. Coriaria intermedia Matsum.
5. Coriaria japonica A.Gray
6. Coriaria kingiana Colenso
7. Coriaria lurida Kirk
8. Coriaria myrtifolia L.
9. Coriaria napalensis Wall.
10. Coriaria plumosa W.R.B.Oliv.
11. Coriaria pottsiana W.R.B.Oliv.
12. Coriaria pteridoides W.R.B.Oliv.
13. Coriaria ruscifolia L.
14. Coriaria sarmentosa G.Forst.
15. Coriaria terminalis Hemsl.
16. Coriaria ×sarlurida Cockayne & Allan
17. Coriaria ×sarmangusta Allan

## Sinonimi
- Heterocladus Turcz.; Bull. Soc. Nat. Mosc. 20: I. 152 (1847)
- Heterophylleia Turcz.; Bull. Soc. Nat. Mosc. 21: I. 591 (1848)